# Trần Tuệ San
Trần Tuệ San có tên tiếng Anh là Flora Chan (sinh ngày 30 tháng 5 năm 1968 tại Hồng Kông thuộc Anh) là một nữ diễn viên, ca sĩ, kiêm người dẫn chương trình người Mỹ gốc Hồng Kông. Trần Tuệ San tốt nghiệp cử nhân ngành Báo chí & Quan hệ công chúng của Trường Đại học Boston (Hoa Kỳ). Năm 2016, cô tốt nghiệp Thạc sĩ chuyên ngành Ngôn ngữ Anh của Trường Đại học Hồng Kông. Hiện, cô vẫn đang tiếp tục theo học chương trình Tiến sĩ tại ngôi trường này.
Được đánh giá là nữ diễn viên tài năng của TVB, Trần Tuệ San đã thành công chinh phục mọi tầng lớp khán giả bằng chính khả năng diễn xuất tự nhiên và linh hoạt của mình qua từng vai diễn lớn, nhỏ mà cô thể hiện. Cô còn được mệnh danh là một trong Tứ Đại Hoa Đán TVB cuối thập niên 90 cùng với Tuyên Huyên, Thái Thiếu Phân và Quách Khả Doanh.

## Tiểu sử & Sự nghiệp
Trần Tuệ San được sinh ra ở Hong Kong, đến năm 5 tuổi, cô cùng gia đình sang định cư tại Hoa Kỳ. Có sẵn năng khiếu và được người cha là Vũ sư dạy cho khiêu vũ từ bé, Trần Tuệ San luôn mang trong mình ước mơ trở thành một vũ công như cha mình nhưng vào một lần biểu diễn, cô đã không may mắn khiến bản thân bị chấn thương và từ đó không thể nhảy múa được nữa. Ước mơ không thực hiện được, cuộc đời của Trần Tuệ San như rẽ sang một con đường mới.
Năm 1994, sau khi tốt nghiệp Đại học với tấm bằng loại "ưu", cô rời gia đình, một mình trở về Hong Kong như để tìm kiếm cơ hội cho bản thân. Với khả năng ngoại ngữ lưu loát, cô trở thành người dẫn chương trình cho đài Minh Châu – đài chuyên sử dụng Anh ngữ của TVB và kiêm thêm nhiều chức vụ khác sau hậu trường.
Năm 1996, Giám chế Đặng Đặc Hy cần tìm một gương mặt mới để tham gia vào bộ phim Hồ Sơ Công Lý V của ông và Trần Tuệ San chính là người được ông nhắm đến. Quả thật, khi phim phát sóng, phản ứng của khán giả dành cho nhân vật của cô rất tích cực. Ngay sau đó, quản lý cấp cao của TVB - Tăng Lệ Trân đã không ngần ngại giao cho cô vai nữ chính đầu tay Niếp Bảo Ngôn trong bộ phim Truy Tìm Bằng Chứng – sánh đôi bên cạnh đàn anh Lâm Bảo Di. Chính từ lần hợp tác định mệnh ấy, họ đã trở thành một trong số những cặp đôi kinh điển của TVB. Dù khi đó gặp phải rào cản về ngôn ngữ, Trần Tuệ San chỉ hiểu được 20% kịch bản, còn lại tất cả nội dung đều phải dịch sang tiếng Anh nhưng theo nhiều khán giả nhận xét, diễn xuất của cô trong phim hoàn toàn thuyết phục. Vai diễn nữ pháp y lạnh lùng lại đầy nội tâm của cô trong Truy Tìm Bằng Chứng cũng trở thành "chuẩn mực" dùng để đánh giá cho những nhân vật pháp y trong phim TVB sau này.
Cô tiếp tục tham gia hàng loạt các bộ phim ăn khách của TVB vào thời điểm đó với nhiều vai diễn ấn tượng. Bên cạnh đó, cô cũng lấn sang vào lĩnh vực âm nhạc, cho phát hành 3 album & giành được nhiều giải thưởng danh giá. Thành công nối tiếp thành công, Trần Tuệ San dần trở thành gương mặt quen thuộc của khán giả khắp nơi và luôn là một trong những cái tên bảo chứng tỉ suất rating.
Sau khi rời TVB vào năm 2005, Trần Tuệ San vẫn đều đặn tham gia đóng phim. Bên cạnh đó, cô còn thể hiện năng lực chuyên ngành của mình bằng việc viết báo thường kỳ cho các trang báo, tạp chí của Hong Kong.
Thời gian gần đây, cô hạn chế việc đóng phim để dành hầu hết thời gian cho việc học.

## Giải thưởng
1997 - Giải thưởng Tạp chí Next: Top 10 Nghệ sĩ được yêu thích nhất
1998 - Giải thưởng Tạp chí Next: Top 10 Nghệ sĩ được yêu thích nhất
1998 - Lễ trao giải TVB: Cặp Đôi được yêu thích nhất – với La Gia Lương (Phong cách Đàn Ông)
1999 - Giải thưởng Tạp chí Next: Top 10 Nghệ sĩ được yêu thích nhất – Hạng 1
2000 - Giải thưởng Tạp chí Next: Top 10 Nghệ sĩ được yêu thích nhất – Hạng 1
2001 - Giải thưởng Tạp chí Next: Top 10 Nghệ sĩ được yêu thích nhất – Hạng 1
2002 - Giải thưởng Tạp chí Next: Top 10 Nghệ sĩ được yêu thích nhất – Hạng 7
2002 - Lễ trao giải TVB: Nữ diễn viên chính xuất sắc nhất (Cao Bội Di - Người Cha Tuyệt Vời)
2003 - Giải thưởng Tạp chí Next: Top 10 Nghệ sĩ được yêu thích nhất – Hạng 6
2003: Top 10 nhân vật được yêu thích nhất (Lạc Dĩ San - Bao La Vùng Trời)
2004 - Giải thưởng Tạp chí Next: Top 10 Nghệ sĩ được yêu thích nhất
2004 - Giải thưởng Astro Wah Lai Toi: Nữ Diễn viên được yêu thích nhất (Lạc Dĩ San - Bao La Vùng Trời)

## Danh sách phim đã tham gia

### Phim Truyền hình
| Năm            | Tên phim                  | Tên phim Tiếng Anh            | Đơn vị sản xuất | Vai diễn                          | Giải thưởng |  |      |                  |                   |            |                       |  |
| 1997           | Hồ sơ công lý 5           | Files of Justice V            | TVB             | Âu Tử Cường (Cat)                 | |  |      |                  |                   |            |                       |  |
| 1997           | Truy tìm bằng chứng       | Untraceable Evidence          | TVB             | Niếp Bảo Ngôn (Pauline)           | |  |      |                  |                   |            |                       |  |
| 1998           | Bàn tay nhân ái           | Healing Hands                 | TVB             | Giang Tân Nguyệt (Annie)          | |  |      |                  |                   |            |                       |  |
| 1998           | Truy tìm bằng chứng 2     | Untraceable Evidence II       | TVB             | Niếp Bảo Ngôn (Pauline)           | |  |      |                  |                   |            |                       |  |
| 1999           | Phong cách đàn ông        | Feminine Masculinity          | TVB             | Phương Tư Tinh (Christine)        | Giải TVB cho Cặp đôi được yêu thích nhất (với La Gia Lương)                                                       |  |      |                  |                   |            |                       |  |
| 1999           | Khu vực tuần tra          | Side Beat                     | TVB             | Giang Bích Tinh                   | |  |      |                  |                   |            |                       |  |
| 1999           | Thử thách nghiệt ngã      | At the Threshold of an Era    | TVB             | Hoắc Hy Hiền (Helen)              | |  |      |                  |                   |            |                       |  |
| 2000           | Thử thách nghiệt ngã 2    | At the Threshold of an Era II | TVB             | Hoắc Hy Hiền (Helen)              | |  |      |                  |                   |            |                       |  |
| 2000           | Bàn tay nhân ái 2         | Healing Hands II              | TVB             | Giang Tân Nguyệt (Annie)          | |  |      |                  |                   |            |                       |  |
| 2001           | Hương sắc tình yêu        | A Taste of Love               | TVB             | Kiều Hoa Chi (Joyce)              | |  |      |                  |                   |            |                       |  |
| 2002           | Người cha tuyệt vời       | Family Man                    | TVB             | Cao Bội Di (Tracy)                | Giải TVB cho Nữ diễn viên chính xuất sắc nhất Giải TVB cho Nữ nhân vật được yêu thích nhất                        |  |      |                  |                   |            |                       |  |
| 2002           | Trạng sư hồ đồ            | A Case Of Misadventure        | TVB             | Đới Hoan                          | |  |      |                  |                   |            |                       |  |
| 2002           | Cuộc chiến với lửa 2      | Burning Flame II              | TVB             | Hà Bảo Lâm (Michelle) - khách mời | |  |      |                  |                   |            |                       |  |
| 2003           | Bao la vùng trời          | Triumph In The Skies          | TVB             | Lạc Dĩ San (IsaBelle)             | Giải TVB cho Nữ nhân vật được yêu thích nhất Giải Astro Wah Lai Toi cho Nụ hôn màn ảnh đẹp nhất (với Ngô Trấn Vũ) |  |      |                  |                   |            |                       |  |
| 2004           | Tiết tấu tình yêu         | Hard Fate                     | TVB             | Mạc Hy Nhi (Tiffany)              | |  |      |                  |                   |            |                       |  |
| 2004           | Vụ án kỳ bí               | To Get Unstuck In Time        | TVB             | Cao San /Nicole                   | |  |      |                  |                   |            |                       |  |
| 2004           |                           | Like My Own                   | Singapore       | Mabel Lim                         | |  | 2005 | Đại mạo hiểm gia | Great Adventurers | Trung Quốc | Đào Lệ Quyên (Sharon) |  |
| Hoàng Phi Hồng | Wong Fei-Hung             | Trung Quốc                    | Dì mười ba      |                                   | |  | 2005 |                  |                   |            |                       |  |
|                | Touching Venus            |                               | Vương Tiểu Âu   |                                   | |  | 2005 |                  |                   |            |                       |  |
| 2007           | Lang Yên                  | Lang Yan                      | Trung Quốc      | Hàn Diệp                          | |  |      |                  |                   |            |                       |  |
| 2009           | Đỗ Lạp Lạp thăng chức ký  |                               | Trung Quốc      | Mai Quế                           | |  |      |                  |                   |            |                       |  |
| 2010           | Giữ lại tình yêu          | Suspects In Love              | TVB             | Trịnh Tiếu Hân                    | |  |      |                  |                   |            |                       |  |
| 2011           | Mẹ chồng đến rồi          |                               | Trung Quốc      | Wendy                             | |  |      |                  |                   |            |                       |  |
| 2014           | Nữ nhân câu lạc bộ        | Never Dance Alone             | TVB             | Dung Đan Đan (Diana)              | |  |      |                  |                   |            |                       |  |
| 2015           | Con dâu Hồng Kong giá đáo |                               | Trung Quốc      | Fiona                             | |  |      |                  |                   |            |                       |  |
| 2016           | Ba sĩ tảo thần            | Watch Out Boss                | TVB             | Lộ Tại Lâm (Hazel)                | |  |      |                  |                   |            |                       |  |

### Phim Điện ảnh
| Năm  | Tên phim Tiếng Anh   | Tên phim Tiếng Việt | Vai diễn      |
| 2000 | Love Au Zen          | Ái Tình Quan Tự Tại | Tiểu Tịnh     |
| 2001 | Dry Wood Fierce Fire | Lửa Tình Rực Cháy   | Michelle      |
| 2003 | Life in Balance      | Chân Lý Cuộc Sống   | Lưu Khải      |
| 2005 | Undying Heart        |                     | Tưởng Nam     |
| 2007 |                      | Thần Thám           | Vai khách mời |
| 2008 | Connected            |                     | Vai khách mời |

## Album Nhạc
| Năm  | Tên Album             | Giải thưởng |
| ---- | --------------------- | --- |
| 2000 | 陈慧珊 (Trần Tuệ San) | - Kình ca kim khúc mùa thứ 2 (Bài hát: Cho dù em làm sai) - Người mới có tiềm chất nhất. - Thập đại kình ca kim khúc - Giải đồng Song ca được yêu thích nhất (với La Gia Lương) - Ca khúc tiếng hoa lần thứ 23: Giải Nữ ca sĩ mới được yêu thích nhất |
| 2001 | 自在 (Tự Tại)         | |
| 2002 | 爱得起 (Có thể yêu)   | |